# Adrenalina
Adrenalina Fly, född 8 december 1997 i Guadalajara, Jalisco, är en mexikansk fribrottare. Han har brottats sedan tidigt 2010-tal i förbund som Desastre Total Ultraviolento och Lucha Libre Vanguardia, där han vunnit titelbälten.
Sedan 2021 brottas han i Consejo Mundial de Lucha Libre, Mexikos äldsta förbund, under namnet Adrenalina. Han går oftast lagmatcher med sin bror Fántastico samt Estrella Oriental Jr.. 2022 deltog han i en turnering i Mexico City för att kora en ny lättviktsmästare, men slogs ut i kvartsfinalen.